# Paskay Gyula
Palásthi Paskay Gyula (1826 körül – Vágújhely, 1886. június 22.) ügyvéd, királyi törvényszéki bíró. Neje melesiczi Melcsiczky Szerafin volt. Meghalt 1886. június 22-én este fél nyolckor, örök nyugalomra helyezték 1886. június 25-én délután Beckón a család sírboltba.

## Művei
- Történelmi reflexiók. Trencsén, 1883. (Különnyomat a Vágvölgyi Lapból).
- A jurátus-élet 1847-1848-ban. Korrajz a pozsonyi utolsó hongyűlés idejéből. Bpest, 1885.
- A harminczkét nemes. Történelmi regény. Bpest, év. n.